# حرس الحدود الاتحادي
Bundesgrenzschutz (BGS حرس الحدود الفيدرالي الألماني؛ (بالإنجليزية: فدرالية حرس الحدود)‏ كانت أول منظمة شرطة فدرالية في ألمانيا الغربية بعد الحرب العالمية الثانية. أنشئت في 16 مارس 1951 كوكالة تابعة لوزارة الداخلية الاتحادية، تم تغيير الاسم BGS إلى الشرطة الاتحادية (الشرطة الاتحادية) في 1 يوليو 2005 لتعكس انتقالها إلى وكالة شرطة متعددة الأوجه مع السيطرة على الحدود والسكك الحديدية والأمان الجوي. كان هذا مثيرًا للجدل بسبب الدستور الألماني الذي يمنح صراحةً سلطة إنفاذ القانون للولايات. حقيقة أن وظيفة حرس الحدود كانت محدودة للغاية سمحت بتشكيلها على الرغم من هذا التقييد، إلا أنها أصبحت في يومنا هذا قوة شرطة كاملة.

## التاريخ
تأسس حرس الحدود الفيدرالي في عام 1951 بعد أن بدأت الحرب الباردة ولكن لم يتم تقييد السفر بين شرق وغرب ألمانيا بعد بجدار برلين (1961). عندما كان من الممكن تنقل المواطنون الألمان بحرية من ألمانيا الشرقية إلى جمهورية ألمانيا الإتحادية في برلين، فمن المحتمل أن يكون الأشخاص الذين يحاولون عبور أماكن أخرى بطريقة غير مشروعة إما مهربين أو وكلاء تجسس يحملون مهرّبات (مثل أجهزة الإرسال اللاسلكية). وقد اقرت سلطات الاحتلال على أنه يمكن ضبط ذلك بشكل أفضل من خلال قوة دائمة من الألمان الذين كانوا يعرفون الغابات والجبال الحدودية بشكل جيد (بدلاً من القوات البريطانية أو الأمريكية التي انتقلت من ألمانيا بعد عام أو عامين) وتمول هذه القوات على نفقة الدولة الألمانية بدلاً من الحلفاء. تم تنظيم حرس الحدود الفيدرالي على طول الخطوط شبه العسكرية في الكتائب والفيالق والفصائل، وكان مسلحًة كقوات مشاة خفيفة. بقيت قوة الشرطة تسيطر عليها وزارة الداخلية بدلاً من وزارة الدفاع. 
في 3 أكتوبر 1953، تم نقل Bundespasskontrolldienst (خدمة مراقبة الجوازات) ، التي تم إنشاؤها في 19 سبتمبر 1951، إلى حرس الحدود الفيدرالي وتم نشرها على الحدود الألمانية بأكملها. 
كانت حرس الحدود الفيدرالي في البداية قوة شبه عسكرية قوامها 10000 فرد كانت مسؤولة عن ضبط منطقة بحوالي 30 كيلومتر (19 ميل) في عمق الحدود. أصبحت في نهاية المطاف الأساس لقوة الشرطة الوطنية شبه العسكرية الحالية.  في 19 يونيو 1953، تم توسيع قوامها المصرح به إلى 20,000 فرد، وكانت مزيج من المجندين والمتطوعين المجهزين بالسيارات المدرعة والأسلحة المضادة للدبابات والمروحيات والشاحنات وسيارات الجيب. بحلول عام 1956، كان لديها قوة 161414 رجل. على الرغم من أنه لم يكن الهدف من إنشائها لتكون قادرًا على صد غزو شامل، إلا أن حرس الحدود الفيدرالي كان مكلفا بالتعامل مع تهديدات صغيرة النطاق لأمن حدود ألمانيا الغربية، بما في ذلك الحدود الدولية وكذلك الحدود الألمانية الداخلية. كان لها صلاحيات شرطة محدودة داخل منطقة عملياتها لتمكينها من التعامل مع التهديدات التي تهدد سلامة الحدود. كان لدى حرس الحدود الفيدرالي سمعة بانها حازمة مما جعلها لا تحظى بشعبية خاصة مع الألمان الشرقيين، الذين انتقدوها بشكل روتيني. كما عانت من نزاع طويل الأمد مع Bundeszollverwaltung حول الوكالة التي ينبغي أن تتحمل المسؤولية الرئيسية عن الحدود الألمانية الداخلية. 

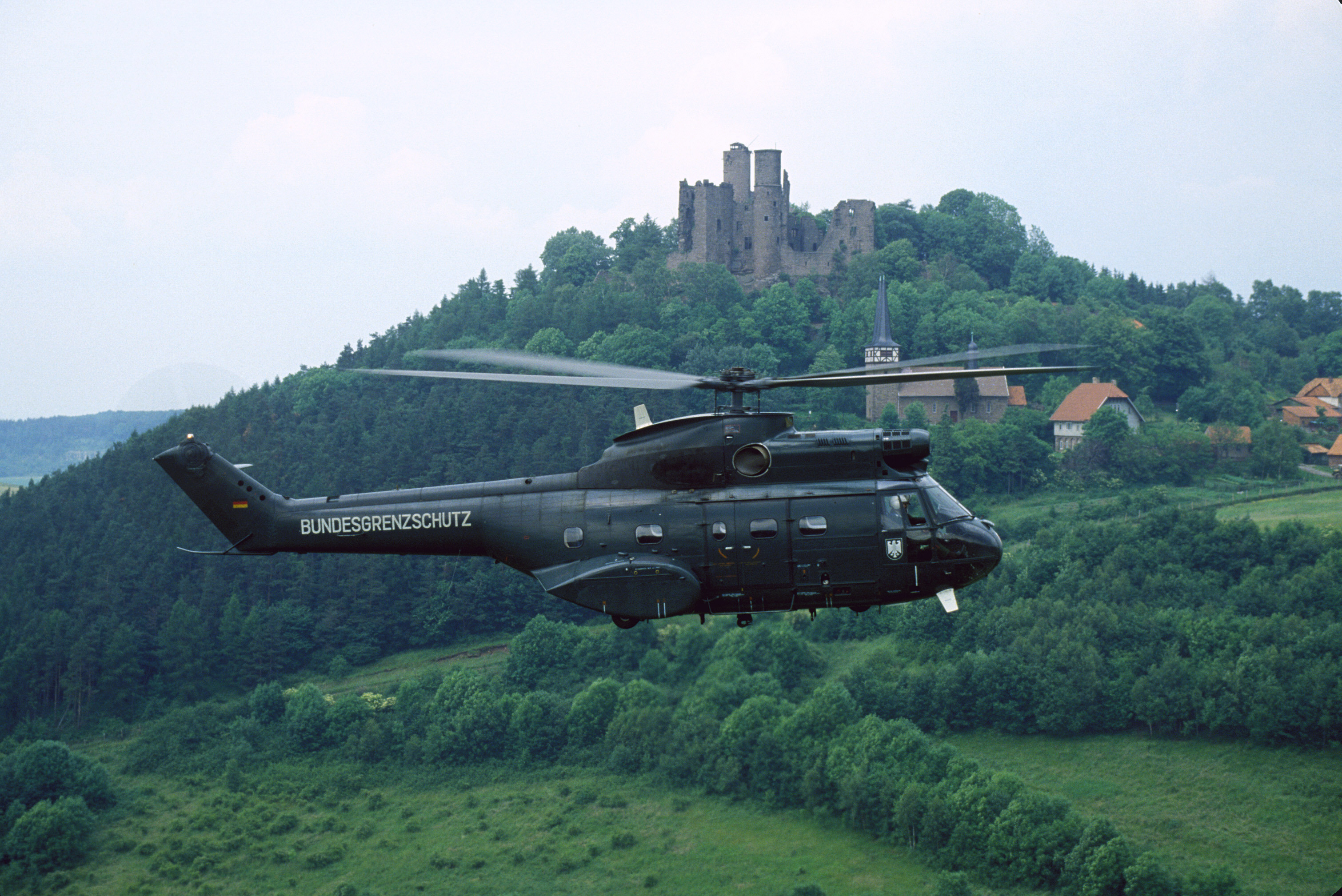
مروحية من طراز Aerospatiale SA.330J Puma يديرها حرس الحدود الفيدرالي لألمانية الغربية في عام 1985.

في عام 1972، أصبحت حرس الحدود الفيدرالي مسؤولة عن أمن المحكمة الدستورية الفيدرالية والبوندسبرسايدنت (الرئيس الاتحادي) وبوندسكانزلر (المستشار الاتحادي) ووزارة الخارجية ووزارة الداخلية الاتحادية.  على الرغم من أن قانون خدمة حرس الحدود الإلزامي لا يزال ساري المفعول، في عام 1974 أصبحت حرس الحدود الفيدرالي قوة تطوعية بالكامل وفي عام 1987 بدأت تجنيد النساء.
في يونيو 1990، شهد إلغاء دوريات الحدود والسيطرة على الأشخاص على الحدود الداخلية الألمانية. 
كانت قوة حرس الحدود الفيدرالي 24000 في أوائل عام 1995. كانت مجهزة بالسيارات المدرعة والمدافع الرشاشة والبنادق الآلية والغاز المسيل للدموع والقنابل اليدوية وقنابل البنادق والأسلحة المضادة للدبابات. وحمل جميع افرادها على الحدود الأسلحة الجانبية. كان لديها خمس وحدات طائرات خفيفة وطائرات هليكوبتر لتسهيل الوصول السريع إلى المناطق الحدودية النائية ولتنفيذ الدوريات وإنقاذ القانون. بعض الوحدات حصلت على التدريب والمعدات المتخصصة على سبيل المثال، جبال الألب البافارية) كانت في الواقع تحت سيطرة القوات الجبلية.

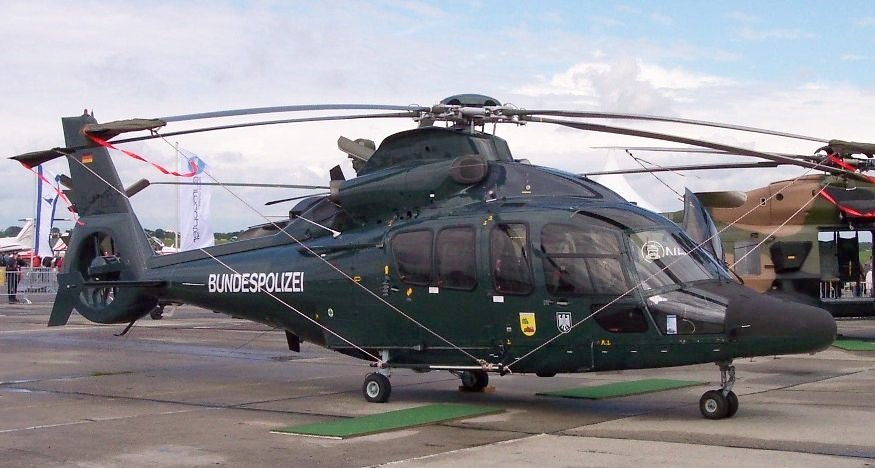

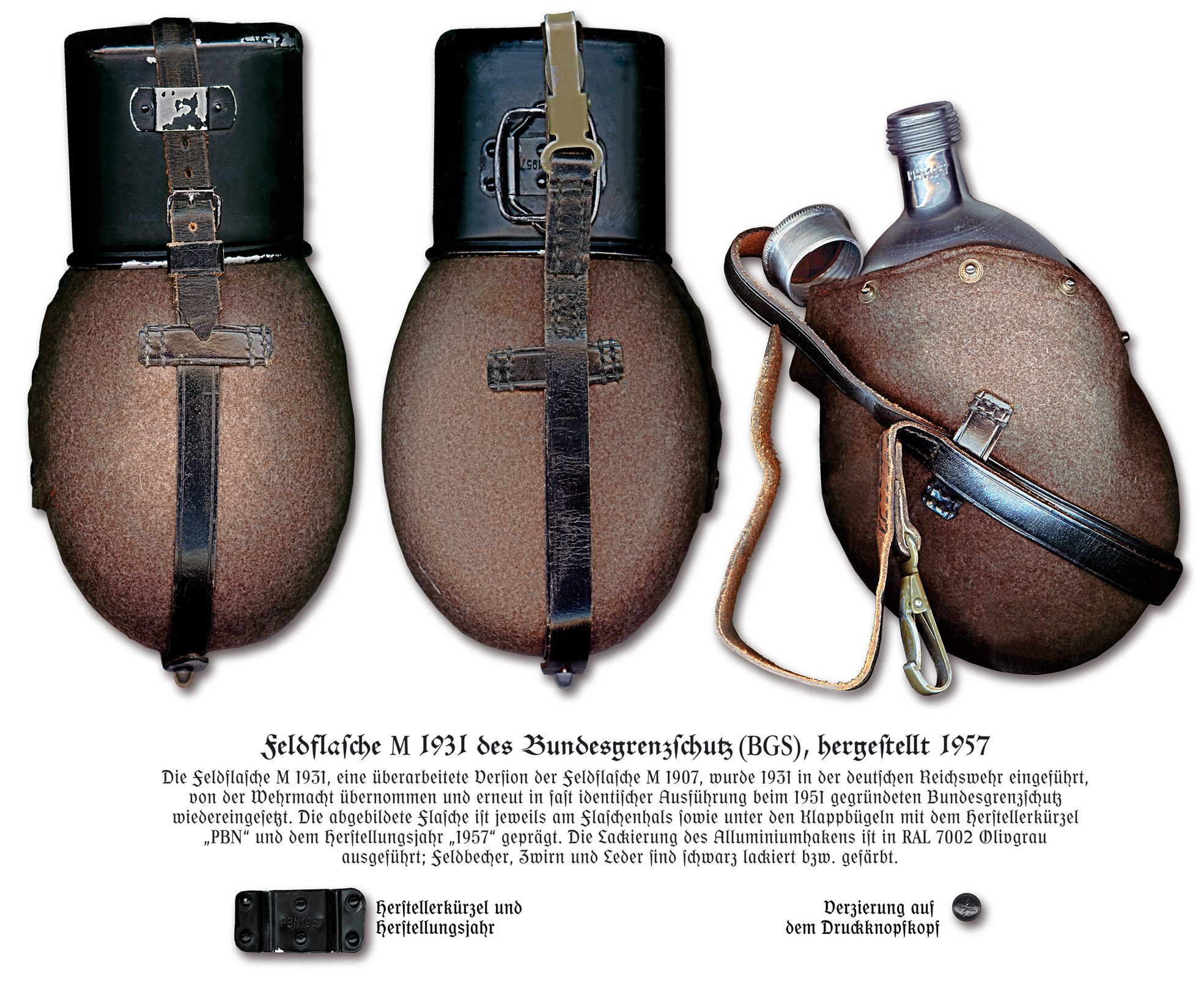
مقصف صنع في عام 1957

 تتضمن هذه المقالة مواد في الملكية العامة خاصة في Library of Congress Country Studies موقع http://lcweb2.loc.gov/frd/cs/.
1. 1 2 3 4  Bundespolizei (2011). "Historie der Bundespolizei". مؤرشف من الأصل في 2011-02-08. اطلع عليه بتاريخ 2013-08-11.
2. ↑  Moncourt, André؛ Smith, J. (2009). The Red Army Faction, a Documentary History: Volume 1: Projectiles for the People. Oakland, CA: PM Press. ص. 22. ISBN:978-1-60486-029-0.
3. ↑  Shears، David (1970). The Ugly Frontier. London: Chatto & Windus. OCLC:94402., pp. 96–97

## معرض صور

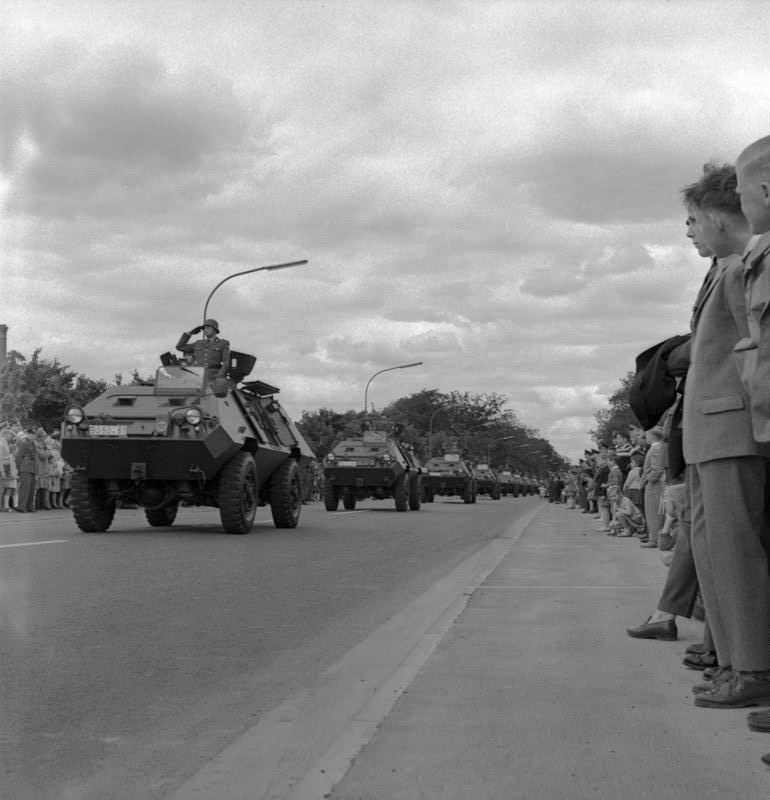
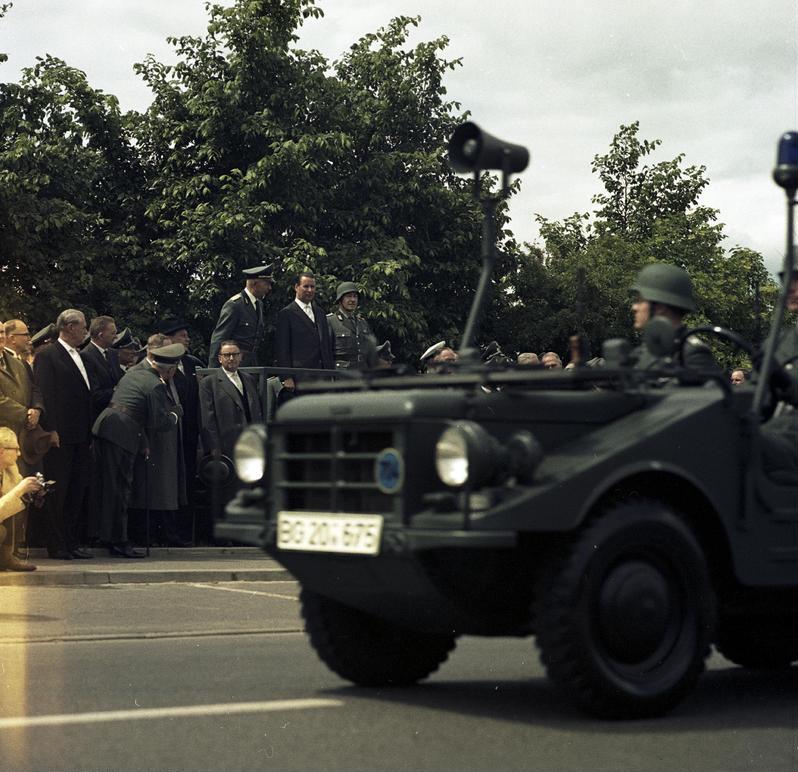
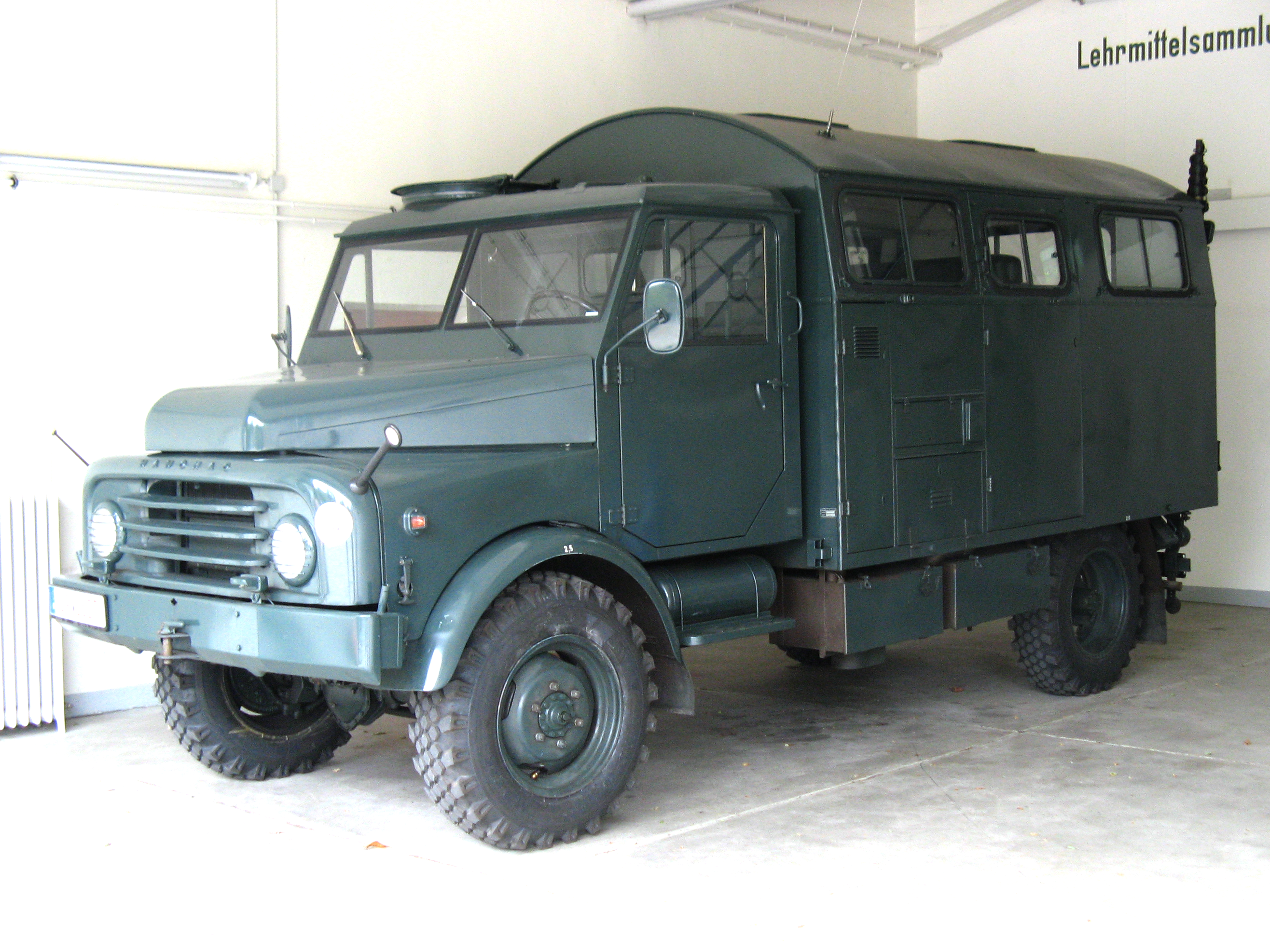
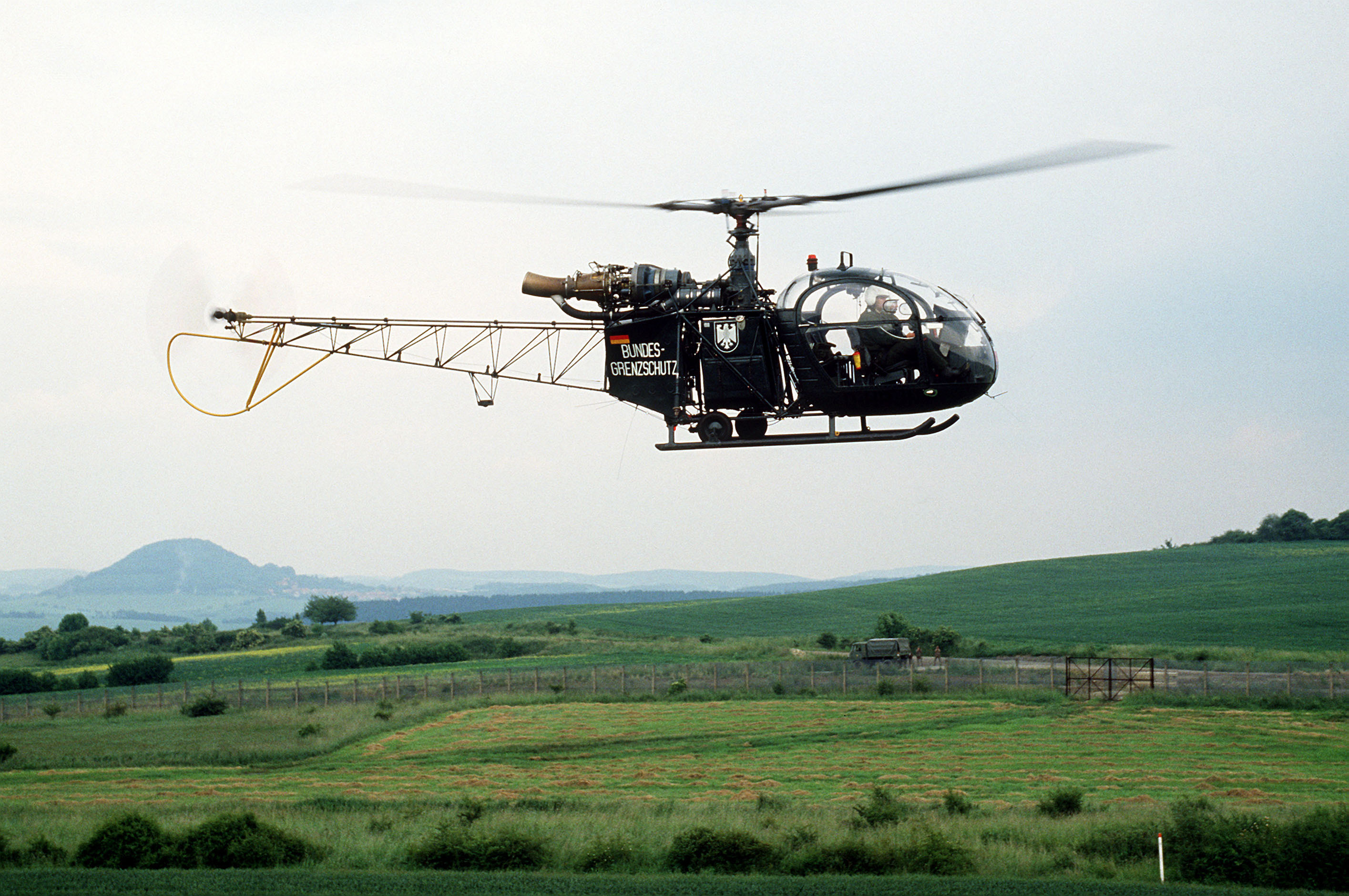
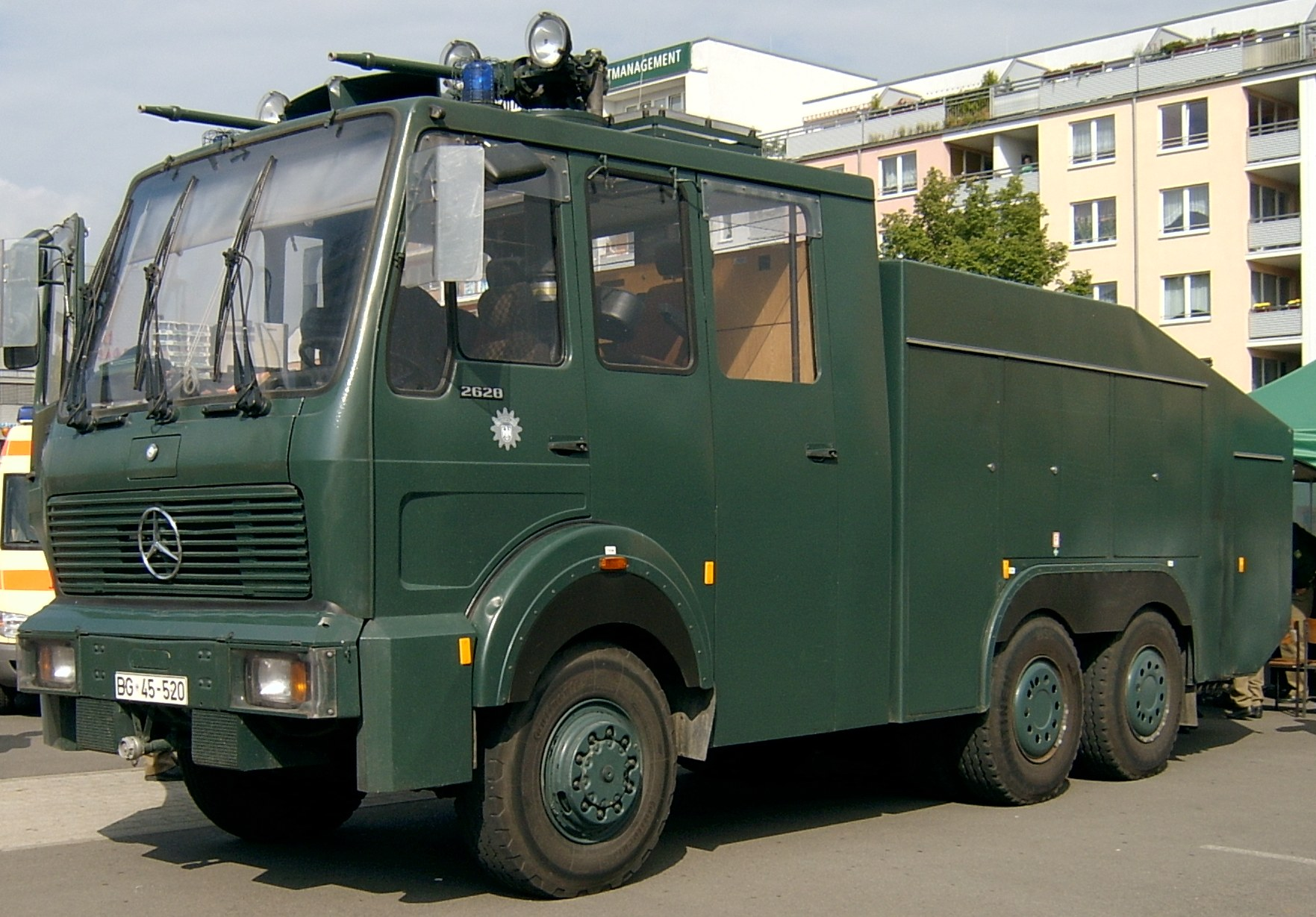